# Pic de l'Aspra

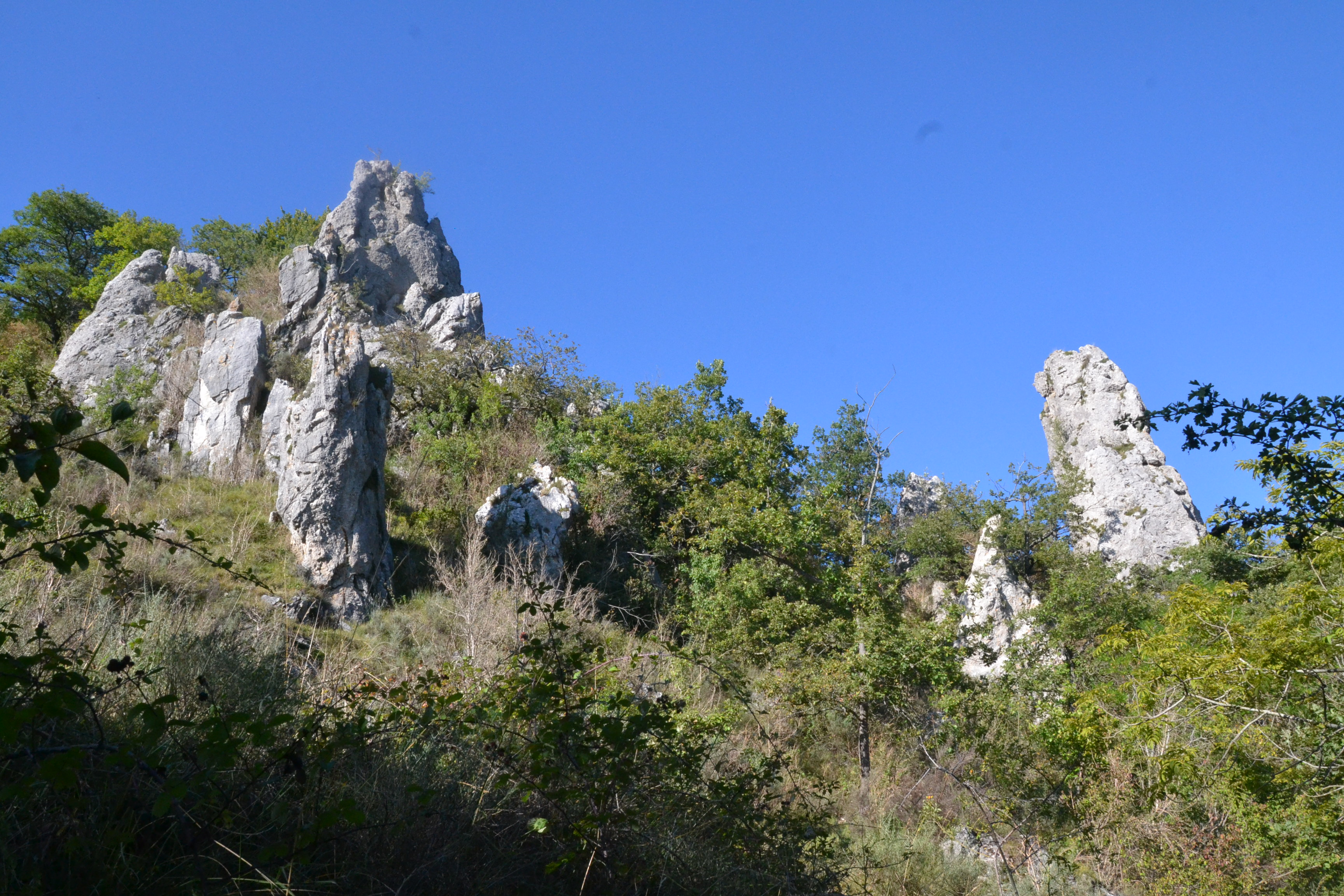
Les agulles de Charla

El pic de l'Aspra és un cim dels Pirineus, situat a la comuna de Solan, al departament francès de l'Arieja.
Té una alçada de 1.011 m i és el punt més alt del massís del Plantaurel, una cadena calcària del prepirineu occità que travessa tot el departament de l'Arieja. El pic de l'Aspra domina la petita vall de Lespona, que separa el Plantaurel, pel sud, del massís de Taba.
El GR 107 i el GR 367 comparteixen recorregut per sota del cim, i una variant en forma de drecera que permet arribar fins dalt. A l'oest del cim, entre els GR i el llogaret de Caraibat, hi ha les agulles dolomítiques de Charla, formades per l'acció de l'erosió.